# Vernolo
Il Vernolo è un rio dell'Appennino bolognese orientale, affluente del torrente Idice.

## Percorso
La sua sorgente (circa 660 metri di altitudine) e il suo corso si trovano interamente nel cuore del comune di Monterenzio, nell'alta valle dell'Idice. Il Vernolo è uno dei tanti ruscelli stagionali che tributano nell'Idice, ma si dimostra, rispetto agli altri, molto più impetuoso, specie vicino alla sua immissione, da destra, nel torrente stesso, poco a Nord della frazione Bisano.
Il suo corso (lungo circa 3,1 km) è rivolto principalmente verso nord-ovest, e la sua portata risulta difficile da calcolare con precisione dato il suo regime assai irregolare.